# Cheiracanthium debile
Cheiracanthium debile is een spinnensoort uit de familie Cheiracanthiidae.
De wetenschappelijke naam van de soort werd in 1890 gepubliceerd door Eugène Simon.